# Monastère Saint-Pierre de Mauriac
Pour les articles homonymes, voir monastère Saint-Pierre.
Le monastère Saint-Pierre de Mauriac est un ancien monastère situé en France sur la commune de Mauriac, en région Auvergne-Rhône-Alpes.

## Localisation
Le monument se trouve 5 place Georges-Pompidou au centre-ville de Mauriac. 

## Historique
Fondé au VIe siècle par Théodechilde, le monastère Saint-Pierre de Mauriac connaît une histoire mouvementée — reconstructions, destructions et restaurations du IVe au XIXe siècle — dont seuls subsistent aujourd'hui la salle capitulaire, la sacristie et une partie du cloître, mis en valeur par des fouilles archéologiques menées dans les années 1980 puis en 2021.

### Protection
La sacristie, la salle capitulaire ainsi que les galeries du cloître sont classées au titre des monuments historiques par arrêté du 27 janvier 1987. Les autres parties des bâtiments conventuels et du cloître de l’ancien monastère Saint-Pierre, à l’exception de celles déjà classées, sont inscrites par arrêté du 5 février 2019.